# Zemianske Podhradie
Zemianske Podhradie (węg. Nemesváralja) – wieś i gmina (obec) w powiecie Nowe Miasto nad Wagiem, w kraju trenczyńskim, w zachodniej Słowacji. Zamieszkuje ją około 782 osób (dane z 2016 roku).

## Historia
Wieś została wspomniana po raz pierwszy w 1397 w dokumentach historycznych.

## Geografia
Centrum wsi leży na wysokości 244 m n.p.m. Gmina zajmuje powierzchnię 8,231 km².